# M114 (бронетранспортёр)
Командный и разведывательный бронетранспортёр M114 (англ. Armored Command and Reconnaissance Carrier M114) — командно-штабная и разведывательная машина США 1960-х годов.

## История создания и производства
M114 была создана компанией General Motors (Cadillac Division) в 1957—1961 годах для действий совместно с бронетранспортёрами M113, от которых она отличалась меньшими размерами. В ходе серийного производства, с 1962 по 1964 год, было выпущено 3710 машин.
M114 ограниченно использовались на раннем этапе Вьетнамской войны, но уже в 1973 году были сняты с вооружения армии США (тем не менее, некоторое количество машин этого типа осталось в резерве и было передано полиции).

## Описание конструкции
M114 имел стандартную переднемоторную компоновку, с размещением моторного отделения в правой половине, отделения управления — в левой половине лобовой части корпуса, а боевого отделения — в кормовой части корпуса. Штатный экипаж машины состоял из трёх человек: механика-водителя, командира и наблюдателя; помимо них, бронетранспортёр мог перевозить ещё одного человека.

### Броневой корпус
Корпус сварной, герметизированный, изготовлен из катаных плит алюминиевой брони. На крыше машины расположена неподвижная командирская башенка, по периметру которой размещаются восемь стеклоблоков, обеспечивающих командиру круговой обзор. На лобовом листе корпуса установлен волноотражательный щит.

### Вооружение
12,7-мм крупнокалиберный пулемёт M2HB Browning установлен на турели люка командирской башенки, 7,62-мм пулемёт M60 установлен на штыревой опоре справа или сзади люка наблюдателя-пулемётчика.

### Средства наблюдения и связи
Механик-водитель при закрытом люке ведет наблюдение за местностью через три перископических смотровых прибора, установленных перед его люком. Для вождения машины ночью используется инфракрасный перископ.
На крыше корпуса M114 установлено два перископических прибора наблюдения M13: один — перед люком наблюдателя-пулемётчика, другой — позади этого люка.
На крыше корпуса M114A1 (в отличие от M114) имеется только один вращающийся перископический прибор наблюдения M13.
Бронемашина оснащена радиостанцией.

### Двигатель и трансмиссия
На M114 устанавливался V-образный 8-цилиндровый карбюраторный двигатель жидкостного охлаждения, модели Chevrolet 283-V8 Military. Имея рабочий объём в 4 638 см³, этот двигатель развивал максимальную полную мощность в 160 л.с. при 4 200 об/мин и полезную — 115 л.с. при 3 600 об/мин. Двигатель размещался продольно в задней части моторно-трансмиссионного отделения; радиатор системы охлаждения и топливный бак, объёмом 416 литров, располагались в лобовой части отделения. Топливом двигателю служил бензин с октановым числом не ниже 80.
В состав трансмиссии M114 входили:
- Главный фрикцион, объединённый с коробкой передач в общий блок Hydramatic Model 305MC
- Автоматическая четырёхступенчатая (4+1) коробка передач
- Механизм поворота Allison GS 100-3, фрикционно-шестеренчатого типа
- Многодисковые бортовые тормоза с масляным охлаждением
- Бортовые передачи, конструктивно объединённые в общий блок с механизмом поворота

### Ходовая часть
Ходовая часть состоит из независимой торсионной подвески, восьми двойных опорных катков, направляющих и ведущих колес переднего расположения и ленточной гусеницы. Передние и задние опорные катки снабжены гидравлическими амортизаторами рычажного типа двустороннего действия.
Каждая гусеница состоит из десяти секций. В каждую секцию входят две резиновые ленты, армированные стальным тросом, и восемь металлических траков, прикрепленных к лентам с помощью накладок и заклёпок. Механизм натяжения гусениц — гидравлический, связан с направляющим колесом.
Движение на воде осуществляется за счет перематывания гусениц, верхняя ветвь которых заключена в гидродинамический кожух.

## Модификации и варианты
- M114A1 — модификация, принятая на вооружение в 1964 году, отличалась наличием вращающейся командирской башенки (с помощью ручного механизма поворота башни, обеспечивавшего две скорости вращения), позволявшей вести огонь из 12,7-мм пулемёта изнутри машины.
- M114A2 – (изначальное обозначение M114A1E1) — модификация 1969 года, с установленным 20-мм автоматическим орудием M139[англ.].
- T114 (BAT) - предсерийные образцы "истребителя танков", оснащенного самозарядной версией батальонной безоткатной пушки M40 106-мм BAT (Battalion Anti-Tank). В серийное производство не пошли из-за прекращения программы M114 в целом.

| M114A1 | M114A2 | M114A1E1 |
| M114A1 | M114A2 | M114A1E1 |

## Эксплуатация и боевое применение
В 1962—1964 годы M114 применялись в войне во Вьетнаме американской и южновьетнамской армиями. Во время боевых действий во Вьетнаме бронированная разведывательная машина M114 оказалась механически ненадежной, недостаточно мощной, оказалась недостаточно проходимой на пересеченной местности и крайне малоустойчивой при подрыве на минах: мина, которая лишь повреждала стандартный M113 ACAV, буквально разрывала M114 пополам . К ноябрю 1964 года M114 были вывезены из Вьетнама и заменены надежным M113 ACAV. К сожалению для армии США, боевой опыт M114 во Вьетнаме был проигнорирован верховным командованием, и M114 был выдан всем разведывательным подразделениям в Европе, Корее, США и т. д . - где угодно, только не во Вьетнаме. В 1973 году генерал Крейтон Абрамс назвал M114 неудачным и отдал приказ о снятии с вооружения армии США. Тем не менее, из-за продолжающихся бюджетных ограничений закупки достаточного количества M113 приостановлены, поэтому использование M114 продолжалось в течение нескольких лет: 3-й бронетанковый кавалерийский полк в Форт-Блисс, штат Техас, был последним подразделением армии США, которое заменило свои M114 на M113 в конце 1979 или начале 1980 года.